# Kirwan Inlet
Das Kirwan Inlet ist eine 19 km breite und 11 km lange Bucht an der Südostküste der westantarktischen Alexander-I.-Insel. Die Bucht wird eingenommen durch die Eismassen des George-VI-Sund, die ansatzlos in diejenigen auf der Insel übergehen.
Der Falkland Islands Dependencies Survey nahm 1949 eine grobe Kartierung vor. Das UK Antarctic Place-Names Committee benannte die Bucht 1955 nach Archibald Laurence Patrick Kirwan (1907–1999), Präsident und Sekretär der Royal Geographical Society von 1945 bis 1975.